# Rio Criva (Poieni)
O Rio Criva (Poieni) é um rio da Romênia, afluente do Poieni, localizado no distrito de Hunedoara.